# Gustaaf Joos
Gustaaf Joos (5 lipca 1923, Sint-Niklaas, diecezja Gandawa – 2 listopada 2004, Landskouter), belgijski duchowny katolicki, prawnik kanonista, kardynał.

## Życiorys
Pochodził z głęboko wierzącej rodziny, księżmi było jego trzech braci, w tym jeden pracował jako misjonarz w Japonii. Studiował na Papieskim Uniwersytecie Gregoriańskim w Rzymie, gdzie w 1949 obronił doktorat prawa kanonicznego. W latach 1946–1948 studiował razem z Karolem Wojtyłą (przygotowującym swoją pracę doktorską pod kierownictwem dominikanina, ojca Reginalda Garrigou-Lagrange w Kolegium Belgijskim w Rzymie). Joos przyjął święcenia kapłańskie 28 kwietnia 1946 w Gandawie. Od grudnia 1949 był wikariuszem w Beveren-Waas, od 1951 wykładowcą uczelni kościelnych w Aalst (Centre d'Information pour Brancardiers Ecclesiastiques) i Gandawie (wyższe seminarium duchowne). W 1959 został notariuszem przy trybunale kościelnym diecezji w Gandawie. 29 września 1961 mianowany kanonikiem honorowym, a 22 września 1967 kanonikiem zwyczajnym kapituły katedralnej w Gandawie. W sierpniu 1970 został proboszczem w Landskouter, zachował tę parafię do końca życia. Od 1970 wikariusz diecezji Gandawy, w lutym 1994 powołany na sędziego Trybunału Międzydiecezjalnego Kościoła Belgii w Amberes.
21 października 2003 został kreowany przez papieża Jana Pawła II kardynałem, z tytułem diakona S. Pier Damiani ai Monti di San Paolo. W chwili nominacji miał ukończone 80 lat i tym samym był pozbawiony prawa udziału w konklawe. Już po nominacji (ogłoszonej 28 września 2003) został także arcybiskupem tytularnym Ypres, a konsekrował go biskup Gandawy Arthur Luysterman 11 października 2003.
Kardynał Joos zyskał publiczny rozgłos na początku 2004 roku, wyrażając w wywiadzie opinię, że 95 procent homoseksualistów to seksualni zboczeńcy.
Zmarł nagle po odprawieniu mszy w swojej parafii, gdzie też został pochowany na miejscowym cmentarzu.